# La Lena
La Lena è una commedia di Ludovico Ariosto.
Di ambientazione ferrarese, fu composta subito dopo il sacco di Roma e rappresentata per la prima volta nel Castello Estense nel 1528.

## Trama
La storia è improntata su una fabula amorosa a lieto fine.
La protagonista è una mezzana, Lena, donna cinica e arrivista, sposata con Pacifico, ma ha come amante il ricco e avaro Fazio, la cui figlia Licinia apprende l'arte del ricamo da Lena.
Il giovane Flavio, figlio del rivale di Fazio, ama la ragazza e dopo alcune peripezie e con l'aiuto di Lena i due riescono a coronare il loro sogno d'amore.

## L'intreccio
Come al solito e come anche nelle maggiori commedie del teatro latino e italiano, le peripezie, le vicissitudini e l'intreccio della storia sono orditi da un astuto servitore ai danni del proprio padrone e alle volte anche contro gli stessi protagonisti. In questa commedia il servo è Corbolo, famiglio di Flavio, che si mette in accordo con Lena, la ruffiana, per dare un po' di filo da torcere a Fazio, padre della protagonista Licinia. Infatti pare che tempo prima che Flavio e Licinia s'innamorassero il nobile Fazio abbia ingannato Lena durante un incontro e ora questa vuole vendicarsi assieme Corbolo. L'inizio di questo inganno è stato progettato per far guadagnare a Lena un po' di soldi per il suo bordello, inoltre Corbolo continuando a creare disordine tra le varie identità, conduce nella matassa anche il padre di Flavio, Ilario, approfittando del fatto che Fazio è un vecchio avaro e gelosissimo. Corbolo fa in modo che questi sorprenda Ilario che sta pagando la Lena dopo un incontro, facendolo montare su tutte le furie. Proprio all'apice dell'intrigo, nel momento di massima tensione, tutti i personaggi vengono a sapere che Flavio e Licinia si sono dichiarati fidanzati, perciò tutto si rimette a posto e Lena si tiene i suoi soldi.